# 马纯古
马纯古（1907年—1979年），原名龙纯古，湖北武昌人，中华人民共和国政治人物。
1925年，马纯古参加五卅运动，随后考入北京朝阳大学经济系，大学期间加入中国共产党，并组织学生运动。之后转入上海劳动大学经济系、上海商学院。之后担任中华全国总工会上海执行局秘书、中共上海工人运动委员会委员，领导工人罢工运动。中华人民共和国成立后，担任中共上海市委委员、上海劳动局局长。1955年，调任北京担任中华全国总工会国际联络部部长，并出席国际工人会议。1962年，马纯古回国后，担任全国总工会常务副主席，书记处书记。文化大革命期间受到迫害。